# وين كنتي (مسلسل)
وين كنتي، مسلسل درامي لبناني من إنتاج المؤسسة اللبنانية للإرسال، بدأ عرضه في موسم رمضان عام 2016. في البداية كانت تسمية العمل "حب حرام" قبل أن يتم الإعلان عن اسمه الحالي "وين كنتي".

## ملخص القصة
تدور أحداث القصة الدرامية عن زواج رجل في الستين من عُمره مع "نسرين"، الفتاة التي تصغره بسنواتٍ كثيرة، مما يشكِّل ذلك بمثابة صدمة للعائلة، وبشكل خاص لابنه "جاد" وحبيبته "سيلا"، فيبدأ الصراع المتمثل في محاولات للتخلص من الزوجة الشابة، وطردها من مزرعة العائلة.